# Colline Mizo
Le colline Mizo, note in passato come colline Lushai, sono una catena montuosa del Mizoram sud-orientale (India nord-orientale), che forma una parte del settore settentrionale del sistema dell'Arakan Yoma. Le colline Mizo si innalzano fino a circa 2125 m, e le loro pendici sono ricoperte da una fitta foresta sempreverde costituita, tra gli altri, da essenze pregiate e da bambù. Nelle valli intermontane, vengono praticati il debbio (agricoltura taglia e brucia) e, più raramente, la coltivazione su terrazze.